# Pieczki (obwód smoleński)
Pieczki (ros. Печки) – wieś (ros. деревня, trb. dieriewnia) w zachodniej Rosji, w osiedlu wiejskim Ponizowskoje rejonu rudniańskiego w obwodzie smoleńskim.

## Geografia
Miejscowość położona jest nad Chibuszą, 7 km od granicy z Białorusią, przy drodze regionalnej 66N-1631 (66A-4 – Pieczki), 1,5 km od drogi regionalnej 66A-4 (Dubrowo / 66K-30 – Uzgorki – granica z Białorusią / Kałyszki), 4 km od drogi regionalnej 66K-30 (Diemidow – Zaozierje), 6 km od centrum administracyjnego osiedla wiejskiego (sieło Ponizowje), 33,5 km od centrum administracyjnego rejonu (Rudnia), 83 km od Smoleńska.

## Historia
W czasie II wojny światowej od lipca 1941 roku wieś była okupowana przez hitlerowców. Wyzwolenie nastąpiło we wrześniu 1943 roku.

## Demografia
W 2010 r. miejscowość zamieszkiwało 9 osób.